# Par ordre du Roy
Par ordre du Roy est une série télévisée française en trois épisodes de 52 minutes, créée par Pierre Dumayet et Michel Mitrani et diffusée à partir du 10 juin 1983 sur Antenne 2.

## Distribution
- Jean-Pierre Darras : Exupère Lecocq
- Élisabeth Margoni : La princesse Jabirovska
- Jean-Hugues Anglade : Lecocq jeune
- Serge Martina : L'homme tortue
- Yves Beneyton : Le chevalier de Lorraine

## Épisodes
1. Le Paravent de la princesse
2. Madame Tiquet
3. La Marquise de Ganges